# Robert Van't Hof
Robert Van't Hof (Lynnwood, 10 aprile 1959) è un ex tennista statunitense.

## Carriera
In carriera ha vinto 2 titoli in singolare e 6 titoli di doppio. Nei tornei del Grande Slam ha ottenuto il suo miglior risultato raggiungendo i quarti di finale di doppio agli US Open nel 1985, in coppia con Andy Kohlberg, e agli Australian Open nel 1990, in coppia con Scott Davis, e di doppio misto agli Australian Open nel 1991.

## Statistiche

### Singolare

#### Vittorie (2)
| Numero | Anno | Torneo             | Superficie | Avversario in finale | Punteggio |
| 1.     | 1981 | ATP Taipei, Taipei | Sintetico  | Pat Du Pré           | 7-5, 6-2  |
| 2.     | 1989 | Seoul Open, Seul   | Cemento    | Brad Drewett         | 7–5, 6–4  |

### Doppio

#### Vittorie (6)
| Numero | Anno | Torneo                                     | Superficie | Compagno       | Avversari in finale                | Punteggio     |
| 1.     | 1982 | ATP Taipei, Taipei                         | Sintetico  | Larry Stefanki | Fred McNair Tim Wilkison           | 6-3, 7-6      |
| 2.     | 1984 | Bristol Open, Bristol                      | Erba       | Larry Stefanki | John Alexander John Fitzgerald     | 6-4, 5-7, 9-7 |
| 3.     | 1985 | Los Angeles Open, Los Angeles              | Cemento    | Scott Davis    | Paul Annacone Christo van Rensburg | 6-3, 7-6      |
| 4.     | 1986 | Atlanta Open, Atlanta                      | Sintetico  | Andy Kohlberg  | Christo Steyn Danie Visser         | 6-2, 6-3      |
| 5.     | 1990 | Heineken Open, Auckland                    | Cemento    | Kelly Jones    | Gilad Bloom Paul Haarhuis          | 7-6, 6-0      |
| 6.     | 1990 | Pacific Coast Championships, San Francisco | Sintetico  | Kelly Jones    | Glenn Layendecker Richey Reneberg  | 2-6, 7-6, 6-3 |